# Anthriscus
Anthriscus  Pers., 1805 è un genere di piante angiosperme della famiglia delle Apiacee.

## Tassonomia
Il genere comprende le seguenti specie:
- Anthriscus caucalis M.Bieb.
- Anthriscus cerefolium (L.) Hoffm.
- Anthriscus fumarioides (Waldst. & Kit.) Spreng.
- Anthriscus glacialis Lipsky
- Anthriscus kotschyi Fenzl ex Boiss.
- Anthriscus lamprocarpa Boiss.
- Anthriscus nemorosa (M.Bieb.) Spreng.
- Anthriscus nitida (Wahlenb.) Hazsl.
- Anthriscus ruprechtii Boiss.
- Anthriscus schmalhausenii (Albov) Koso-Pol.
- Anthriscus sylvestris (L.) Hoffm.
- Anthriscus taiwanensis S.S.Ying
- Anthriscus tenerrima Boiss. & Spruner
- Anthriscus velutina Sommier & Levier